# Олд Траффорд
«Олд Тра́ффорд» (англ. Old Trafford), известный также как Театр Мечты (Theatre of Dreams) — футбольный стадион, расположенный в Траффорде, Большой Манчестер, Англия. На данный момент стадион вмещает 74 310 зрителей и является вторым по вместимости футбольным стадионом Англии после «Уэмбли». Стадион находится примерно в 800 метрах от крикетного стадиона «Олд Траффорд» и неподалёку от станции наземного метро Большого Манчестера.
«Олд Траффорд» является домашним стадионом для футбольного клуба «Манчестер Юнайтед» с 1910 года (исключая период с 1941 по 1949 годы, когда стадион был разрушен в результате бомбардировки в ходе Второй мировой войны — в этот период клуб играл на «Мейн Роуд», стадионе «Манчестер Сити»). Стадион активно расширялся в 1990-е и 2000-е годы: наиболее известно строительство дополнительных ярусов на Северной, Западной и Восточной трибунах, которое увеличило вместимость стадиона до 80 тыс. мест. В будущем предполагается строительство второго яруса на Южной трибуне, которое увеличит вместимость стадиона до более чем 90 тыс. мест. Рекордная посещаемость стадиона была установлена в 1939 году, когда 76 962 зрителя наблюдали за полуфинальным матчем Кубка Англии между «Вулверхэмптоном» и «Гримсби Таун».
«Олд Траффорд» часто использовался как нейтральное поле для проведения полуфинальных матчей Кубка Англии, а также нескольких игр сборной Англии во время строительства нового стадиона «Уэмбли». На стадионе проводились матчи чемпионата мира 1966 года и чемпионата Европы 1996 года, а также финал Лиги чемпионов 2003 года. Кроме использования в футбольных целях, «Олд Траффорд» ежегодно принимает Большой финал Суперлиги по регбилиг, принимал финалы Кубка мира по регбилиг 2000 и 2013 года.

## История стадиона

### Строительство и ранние сезоны

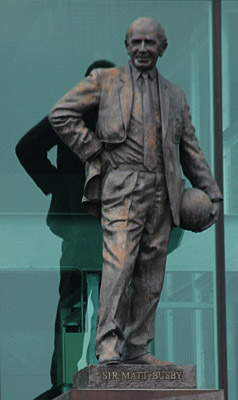
Памятник сэру Мэтту Басби во внешнем дворе у Восточной трибуны

До 1902 года «Манчестер Юнайтед» был известен как «Ньютон Хит» и проводил матчи сначала на «Норт Роуд», а затем на «Бэнк Стрит» в Клейтоне. Оба этих стадиона были в ужасном состоянии, футбольные поля были болотистыми и каменистыми, а «Бэнк Стрит» к тому же был постоянно окутан дымом от близкорасположенных заводов. После того, как клуб избежал банкротства и был переименован в «Манчестер Юнайтед», новый председатель Джон Генри Дейвис решил, что «Бэнк Стрит» недостаточно хорош для команды, выигравшей Первый дивизион и Кубок Англии в 1909 году и выделил средства на строительство нового стадиона. Дейвис выделил 60 000 фунтов на приобретение земли и строительство стадиона со вместимостью около 100 000 человек. Однако для строительства стадиона с такой вместимостью требовалось превысить выделенный денежный лимит на 30 000 фунтов, поэтому решено было снизить вместимость до приблизительно 80 000 мест. Тем не менее, из-за большой стоимости строительства стадиона (в тот период средний трансфер за футболиста составлял около 1000 фунтов) клуб получил прозвище «Денежные мешки Юнайтед» (Moneybags United). Стадион был возведён под руководством известного шотландского архитектора Арчибальда Лейтча, который также спроектировал ряд других стадионов в Англии. Новый стадион «Юнайтед» состоял из южной сидячей трибуны с крышей и трёх стоячих трибун без крыши. Строительство стадиона, которым занималась компания «Брэмелд и Смит», было завершено к концу 1909 года. Первая игра на новом стадионе состоялась 19 февраля 1910 года, в которой «Юнайтед» встретился с «Ливерпулем» («Ливерпуль» выиграл со счётом 4:3). Журналист, присутствовавший на матче, описал стадион так: «самое красивое, самое просторное и самое поразительное место, которое я когда-либо видел. Как футбольному стадиону ему нет равных в мире, и это честь для Манчестера и дом для команды, которая будет способна на чудеса, пока они играют в таком месте».
До сооружения стадиона «Уэмбли» в 1923 году финалы Кубка Англии проводились на нескольких футбольных полях Англии, включая «Олд Траффорд». Первым из них стала переигровка финала Кубка Англии 1911 года между «Брэдфорд Сити» и «Ньюкаслом», после того как финал, состоявшийся на стадионе «Кристал Пэлас» завершился безголевой ничьей в дополнительное время. «Брэдфорд» выиграл матч со счётом 1:0, а единственный гол в этой встрече забил Джимми Спейрс. На этом матче присутствовало 58 000 зрителей. Второй финал Кубка Англии в истории стадиона состоялся в 1915 году, когда встречались «Шеффилд Юнайтед» и «Челси». «Шеффилд Юнайтед» выиграл матч со счётом 3:0 на глазах у 50 000 зрителей, большинство из которых были в военной форме, так что этот финал назвали «Финал цвета хаки». 27 декабря 1920 года на «Олд Траффорд» была зафиксирована рекордная посещаемость для матча в чемпионате: 70 504 зрителя наблюдали матч, в котором «Юнайтед» проиграл «Астон Вилле» со счётом 1:3. Исторический рекорд посещаемости «Олд Траффорд», однако, пришёлся не на домашнюю игру «Юнайтед». 25 марта 1939 года 76 962 зрителя наблюдали за полуфиналом Кубка Англии между клубами «Вулверхэмптон Уондерерс» и «Гримсби Таун».

### Разрушение стадиона во время войны

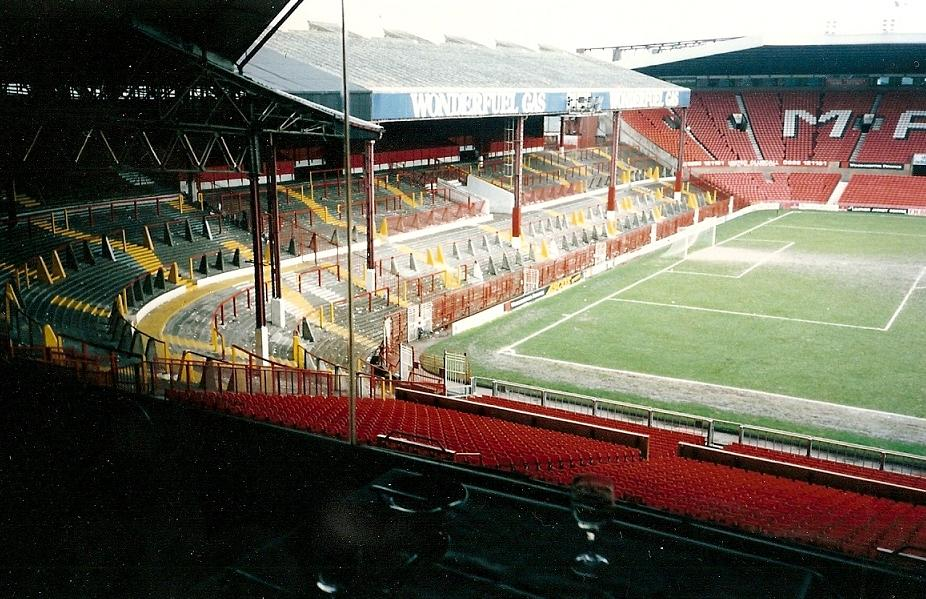
«Стретфорд Энд» в начале 1990-х

В 1936 году в рамках перестройки стадиона над трибуной «Юнайтед Роуд» (ныне — Трибуна сэра Алекса Фергюсона) была впервые возведена крыша длиной 73 метра, а в 1938 году крыши были добавлены в южные углы стадиона.
11 марта 1941 года немецкая авиация совершила авианалёт на Манчестер, в результате чего большая часть стадиона была разрушена, особенно пострадала Главная трибуна (ныне — Южная трибуна). Председатель «Юнайтед» Джеймс Гибсон пролоббировал в Военной комиссии по компенсации ущерба решение о выделении клубу 4800 фунтов для очистки стадиона от обломков и ещё 17 478 фунтов для перестройки трибун. Пока шла реконструкция стадиона, «Манчестер Юнайтед» проводил домашние матчи на «Мейн Роуд», стадионе своих принципиальных конкурентов «Манчестер Сити», выплачивая последним 5000 фунтов в год плюс процент от денежных сборов за билеты. После этого у клуба образовалась задолженность в размере 15 000 фунтов, что усугублялось арендными платежами за игру на «Мейн Роуд». Член парламента от лейбористов Эллис Смит обратился к правительству с ходатайством об увеличении размера компенсации для клуба, но его усилия оказались напрасными. «Олд Траффорд» c реконструированными трибунами, но без крыши, открылся в 1949 году, то есть почти через 10 лет после последнего матча чемпионата. Первый матч «Юнайтед» после реконструкции стадиона состоялся 24 августа 1949 года. За победой хозяев со счётом 3:0 в игре чемпионата против «Болтон Уондерерс» наблюдали 41 748 зрителей.

### Завершение генерального плана перестройки
К 1951 году была восстановлена крыша над Главной трибуной, а затем и над оставшимися трибунами (последним крышу получил «Стретфорд Энд» (сейчас — Западная трибуна) в 1959 году). Клуб также инвестировал 40 000 фунтов в установку современных прожекторов, после чего «Олд Траффорд», как и «Мейн Роуд», стал соответствовать европейским стандартам (европейские матчи проходили поздно вечером по выходным). Чтобы избавиться от выступающих теней, отбрасываемых на поле, были удалены две секции крыши над Главной трибуной. Первым матчем, сыгранным на «Олд Траффорд» под светом прожекторов стала игра Первого дивизиона между «Манчестер Юнайтед» и «Болтон Уондерерс» 25 марта 1957 года. Однако, хотя зрители могли наблюдать за матчами в тёмное время суток, всё равно оставалась проблема ограниченного обзора из-за колонн, поддерживающих крышу. В связи с приближением чемпионата мира 1966 года руководство «Юнайтед» приняло решение о полном перепроектировании Северной и Восточной трибун. Старые колонны, поддерживающие крышу, были заменены в 1965 году на современные консольные опоры, которые предоставляли каждому зрителю неограниченный обзор поля, а трибуна «Юнайтед Роуд» была расширена и могла теперь вмещать 20 000 зрителей (10 000 стоячих мест, а за ними 10 000 сидячих); затраты на перестройку составили 350 000 фунтов. Архитекторы новой трибуны, Матер и Наттер (сейчас — «Атерден Фуллер»), реорганизовали структуру трибун так, что впереди находились стоячие места, затем большая зона сидячих мест, а также первые ВИП-ложи в истории британских стадионов. На двух трибунах уже были установлены консольные колонны, и владельцы клуба разработали долгосрочный план добавления таких же колонн для оставшихся трибун, чтобы создать на стадионе «эффект чаши». Такой эффект усиливает атмосферу на стадионе, сохраняя шум болельщиков внутри «чаши» трибун и отражая его на поле, что, как считается, сильно мотивирует игроков. Тем временем, стадион принял свой третий и, на данный момент, последний финал Кубка Англии. Это была переигровка финала 1970 года между «Челси» и «Лидс Юнайтед». «Челси» выиграл со счётом 2:1, а за матчем с трибун «Олд Траффорд» наблюдало 62 078 зрителей. В 1970-е годы наблюдался значительный рост футбольного хулиганства в Британии, и когда «Манчестер Юнайтед» вылетел во Второй дивизион в 1974 году, печально известную славу получила хулиганская группировка клуба — Red Army (рус. Красная армия) — в связи с эпизодом метания ножа на поле в 1971 году. После этого инцидента клуб — первым в стране — был вынужден возвести ограждение по периметру поля в целях обеспечения безопасности футболистов.
В 1973 году завершилось строительство крыши по всему периметру стадиона, а также были добавлены 5500 сидячих мест в «Скорборд Энд» и произведена замена старого табло с ручным управлением на электронное в северо-восточном углу стадиона. Затем, в 1975 году, началась новая перестройка стоимостью в 3 млн. фунтов: на Главную трибуну был добавлен административный корпус. В этом корпусе, в частности, расположился ресторан, из окон которого можно было наблюдать футбольное поле, но вид всё равно был ограничен из-за старых колонн, поддерживавших крышу. В связи с этим была реконструирована крыша над Главной трибуной — по образцу реконструкции трибуны «Юнайтед Роуд» и «Скорборд Энд», с добавлением консольных колонн. Административный корпус и консольная крыша впоследствии были расширены по всей длине Главной трибуны, что позволило переместить офисные помещения клуба из юго-восточного угла на Главную трибуну. Юго-восточный квадрант был перенесён и заменён в 1985 году сидячей секцией, что увеличило общее число сидячих мест на стадионе до 25 686 (а общую вместимость стадиона до 56 385 мест). Завершение строительства консольной крыши над тремя трибунами позволило заменить старые опоры для прожекторов и установить ряд прожекторов по внутреннему ободу крыши в 1987 году.

### Перестройка в полностью сидячий стадион

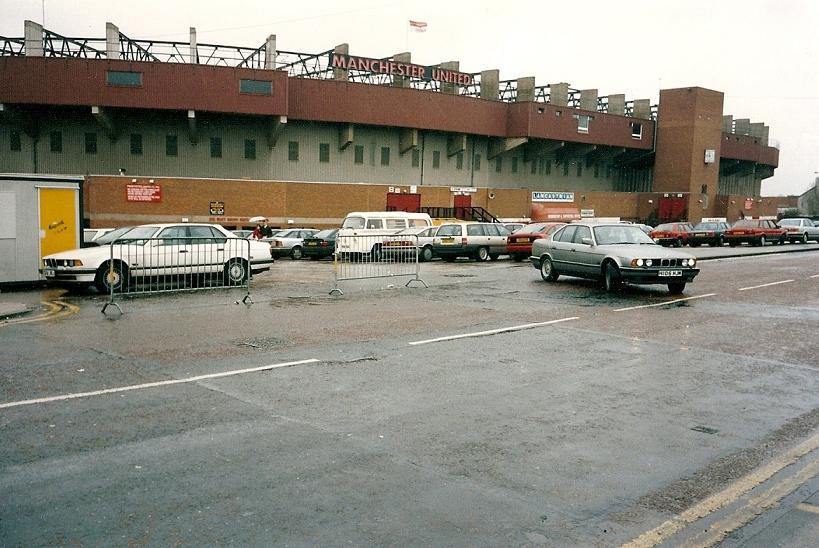
«Олд Траффорд» в 1992 году

С каждым новым улучшением после Второй мировой войны вместимость стадиона неуклонно снижалась. К началу 1980-х годов вместимость стадиона снизилась с первоначальных 80 000 до приблизительно 60 000 мест. В начале 1990-х годов вместимость стадиона упала ещё ниже после публикации доклада Тейлора и соответствующих решений правительства о необходимости перестройки всех стадионов в полностью сидячие. Это ставило крест на планах реконструкции «Стретфорд Энда» (оцениваемых примерно в 3—5 млн. фунтов) со строительством на нём новой трибуны со стоячей террасой спереди и консольной крышей, которая бы объединилась с крышами на трёх оставшихся трибунах. Началась вынужденная реконструкция стадиона, которая включала ликвидацию всех трибун со стоячими местами (их было 3), что увеличило затраты на перестройку «Олд Траффорд» до 10 млн. фунтов и сократило вместимость стадиона до исторического минимума в 44 000 мест. Вдобавок к этому, в 1992 году стало известно, что клуб получит лишь 1,4 млн. из возможных 2 млн. от Футбольного траста на работы по приведению стадиона в соответствии с докладом Тейлора.

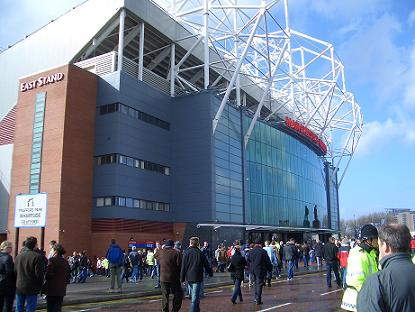
Реконструированная Восточная трибуна открылась в начале сезона 2000/01

Новая волна успехов клуба и рост популярности команды в начале 1990-х с неизбежностью гарантировали дальнейшее расширение стадиона. В 1995 году началось строительство качественно новой Северной трибуны с целью подготовки стадиона к предстоящему чемпионату Европы 1996 года («Олд Траффорд» должен был принять 3 групповые игры, четвертьфинальный и полуфинальный матчи Евро-1996). В марте 1995 года клуб приобрёл в собственность промышленную зону «Траффорд Парк» площадью 8,1 га на другой стороне «Юнайтед Роуд» за 9,2 млн. фунтов. Строительство началось в конце сезона 1994/95 и завершилось к маю 1996 года. Строительный проект был разработан компанией «Атерден Фуллер», Хилстоун Лори стал менеджером проекта и строительства, а Кэмпбелл Рит Хилл — инженером-строителем. Новая трёхъярусная трибуна, вмещающая около 25 500 зрителей, обошлась клубу в 18,65 млн. фунтов и увеличила общую вместимость стадиона до примерно 55 000 мест. Консольная крыша также стала крупнейшей в Европе, составляя в длину 58,5 м от задней стены до переднего края. В дальнейшем к Восточной трибуне был добавлен второй ярус. Он был открыт в январе 2000 года и увеличивал общую вместимость стадиона до 61 000 мест. После открытия второго яруса Западной трибуны вместимостью около 7000 мест общая вместимость стадиона составила 68 217 мест. Три года спустя «Олд Траффорд» принял свой первый важный европейский финал — финал Лиги чемпионов УЕФА 2003 года, в которым сыграли «Милан» и «Ювентус».
С 2000 по 2007 годы, в связи со сносом старого стадиона «Уэмбли» и строительством нового, сборная Англии вынуждена была проводить матчи на других полях. Первые несколько лет сборная путешествовала по стране, играя домашние матчи на самых разных стадионах — от «Вилла Парк» в Бирмингеме до «Сент-Джеймс Парк» в Ньюкасле. Однако с 2003 по 2007 годы на «Олд Траффорд» было сыграно 12 из 23 матчей сборной Англии — больше, чем на любом другом британском стадионе. Последним сыгранным на данный момент на «Олд Траффорд» матчем сборной была игра против сборной Испании 7 февраля 2007 года (хозяева уступили испанцам со счётом 1:0). На этом мачте присутствовало 58 207 зрителей.

### Расширение 2006 года
Последнее на данный момент расширение «Олд Траффорд» состоялось в период между июлем 2005 года и маем 2006 года. В результате него вместимость стадиона возросла на 8000 мест за счёт строительства вторых ярусов на северо-западном и северо-восточных квадрантах. Часть из новых мест была впервые использована 26 марта 2006 года на матче «Юнайтед» и «Бирмингем Сити», когда был установлен новый рекорд Премьер-лиги в 69 070 зрителей на стадионе. После этого посещаемость стадиона лишь росла и достигла пика 31 марта 2007 года, когда был установлен действующий на данный момент рекорд клуба: матч между «Юнайтед» и «Блэкберн Роверс» посетило 76 098 зрителей.. В 2009 году произошла реорганизация сидячих мест на стадионе, из-за чего его вместимость снизилась на 255 мест, до 75 957 мест.
19 февраля 2010 года «Олд Траффорд» отметил свой 100-летний юбилей. В этот день торжественную выставку об истории стадиона в музее «Манчестер Юнайтед» открыли бывший голкипер клуб Джек Кромптон и исполнительный директор Дэвид Алан Гилл. 14 марта 2011 года, когда «Юнайтед» проводил домашнюю игру против «Фулхэма», зрители могли приобрести копию программы первого матча, сыгранного на «Олд Траффорд». Тогда же неподалёку с центральным туннелем стадиона была заложена памятная капсула: в её закладке приняли участие родственники футболистов, сыгравших в первом матче на стадионе, а также родственники экс-председателя клуба Джона Генри Дейвиса и архитектора стадиона Арчибальда Лейтча. Из всех футболистов, сыгравших в матче открытия стадиона сто лет назад, отсутствовали только родственники Билли Мередита, Дика Дакворта, а также родственники секретаря клуба Эрнеста Мангнэлла — сведений о них не удалось обнаружить.
«Олд Траффорд» был выбран местом проведения нескольких футбольных матчей на Летних Олимпийских играх 2012 года.

## Структура стадиона

Схематический план стадиона «Олд Траффорд». Затемнённые зоны отображают секции для болельщиков команды-соперника

Футбольное поле «Олд Траффорд» окружено четырьмя трибунами: Северной (Трибуна сэра Алекса Фергюсона), Восточной, Южной (Трибуна сэра Бобби Чарльтона) и Западной (Стретфорд Энд). Каждая трибуна состоит минимум из двух ярусов, за исключением Южной трибуны, которая из-за строительных ограничений состоит лишь из одного яруса. Нижние ярусы каждой трибуны разделены на нижнюю и верхнюю секции, причём нижние секции были реконструированы из «стоячих трибун» в начале 1990-х годов.

### Трибуна сэра Алекса Фергюсона

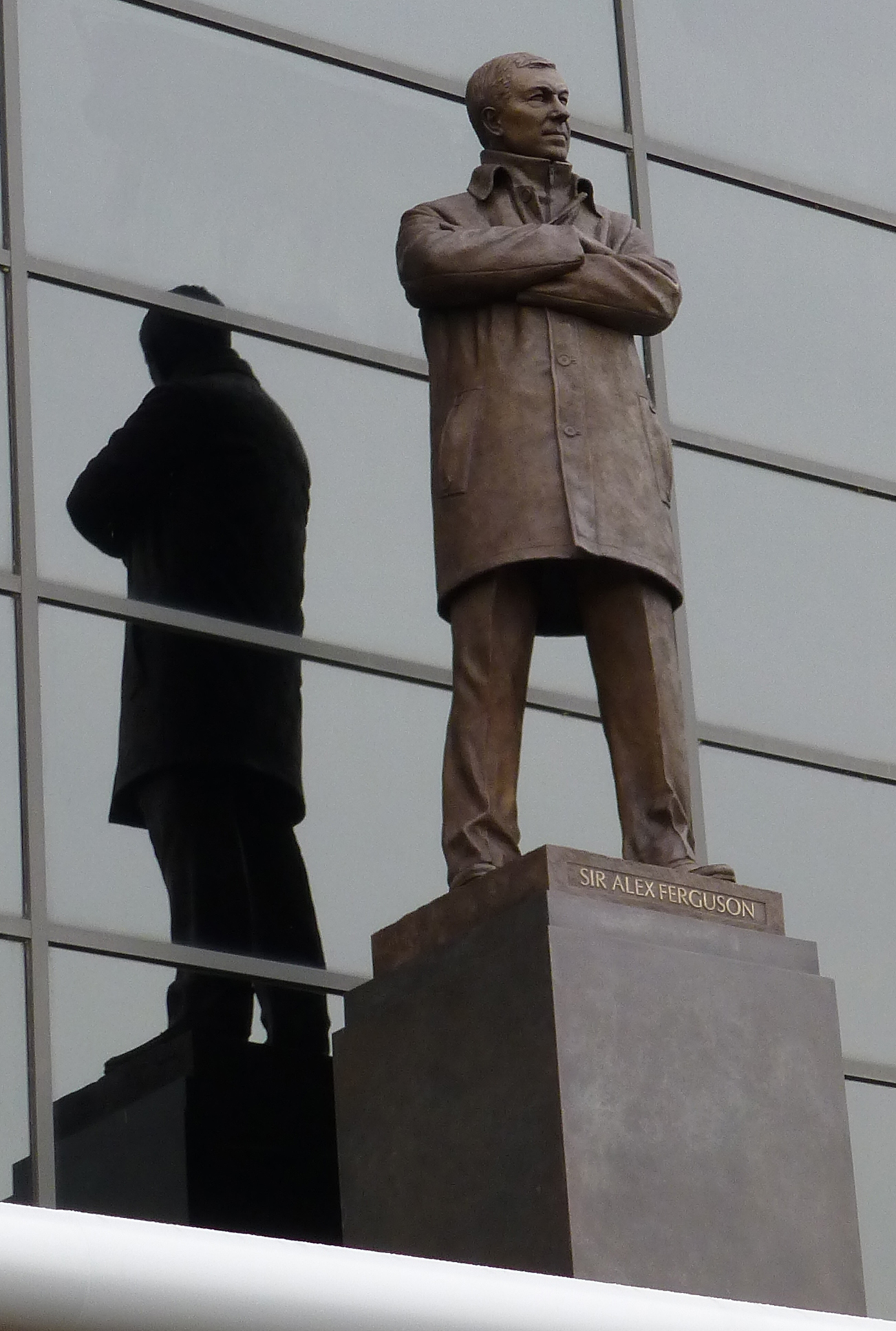
Статуя сэра Алекса Фергюсона у стадиона «Олд Траффорд»

Трибуна сэра Алекса Фергюсона, ранее известная как Северная трибуна или трибуна «Юнайтед Роуд» (United Road), состоит из трёх ярусов и является самой вместительной на стадионе — на ней размещаются около 26 тысяч зрителей. На Северной трибуне также могут размещаться небольшое количество болельщиков в административных боксах. В своём современном виде Северная трибуна, до этого бывшая одноярусной, открылась в 1996 году. На ней, как на главной трибуне «Олд Траффорд», расположены многие популярные заведения клуба, включая Red Café (тематический ресторан/бар «Манчестер Юнайтед»), музей «Манчестер Юнайтед» и зал трофеев клуба. Музей «Манчестер Юнайтед», открытый в 1986 году, стал первым футбольным музеем в мире и первоначально располагался в юго-восточном углу стадиона, пока не переехал на реконструированную Северную трибуну в 1998 году. Церемония открытия клубного музея на новом месте, которой руководил Пеле, прошла 11 апреля 1998 года. Согласно данным официального сайта клуба, музей ежегодно посещает более 300 000 человек. Северная трибуна была переименована в Трибуну сэра Алекса Фергюсона (Sir Alex Ferguson Stand) 5 ноября 2011 года, в дань признания заслуг Алекса Фергюсона, который на протяжении 25 лет являлся главным тренером клуба.

### Трибуна сэра Бобби Чарльтона
Напротив Трибуны сэра Алекса Фергюсона располагается Трибуна сэра Бобби Чарльтона, ранее известная как Южная трибуна и главная трибуна «Олд Траффорд». Хотя она является одноярусной, на Трибуне сэра Бобби Чарльтона расположены большая часть административных помещений, а также места для VIP-персон. Журналисты располагаются в середине верхней секции Трибуны сэра Бобби Чарльтона, откуда открывается отличный вид на поле. Телевизионные будки расположены также на трибуне сэра Бобби Чарльтона и большинство телевизионных трансляций идёт именно отсюда. Телевизионные студии располагаются на обоих концах трибуны сэра Бобби Чарльтона: станция клубного телевидения, MUTV, в восточной студии и прочие телевизионные станции, включая BBC и Sky Sports, в западной студии.
Техническая зона располагается по центру Трибуны сэра Бобби Чарльтона и возвышается над футбольным полем, чтобы предоставить тренерам хороший обзор матча. Сбоку от технической зоны располагается старый туннель для игроков, который использовался вплоть до 1993 года. Старый туннель — единственная оставшаяся часть от старого стадиона 1910 года, которая пережила бомбардировку во время Второй мировой войны. 6 февраля 2008 года, в день 50-летней годовщины мюнхенской авиакатастрофы, туннель был назван «Мюнхенским туннелем» в дань памяти погибшим игрокам. Действующий туннель для игроков располагается в юго-западном углу стадиона, являясь одновременно въездом на стадион для неотложных служб. В случае необходимости доступа на стадион крупногабаритного транспорта существует возможность поднять сидения над туннелем на 7,6 м. Туннель ведёт через площадку для телевизионных интервью в раздевалки и комнаты для отдыха игроков.
3 апреля 2016 года, накануне матча Премьер-лиги против «Эвертона», Южная трибуна была переименована в Трибуну сэра Бобби Чарльтона (Sir Bobby Charlton Stand) в честь легендарного игрока «Манчестер Юнайтед» сэра Бобби Чарльтона, который дебютировал на «Олд Траффорд» 50 лет назад, в 1956 году.

### Западная трибуна

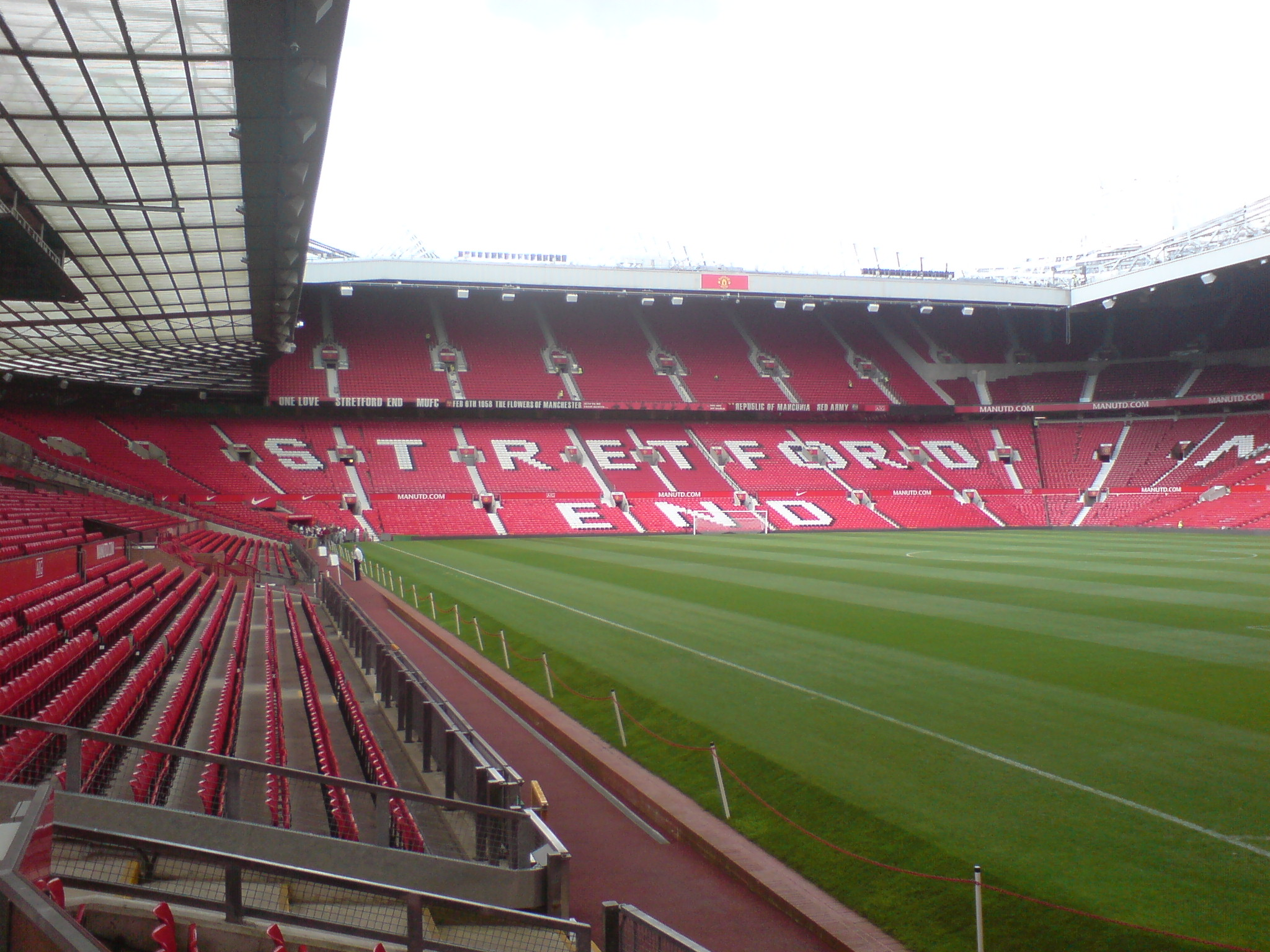
Западная трибуна, название которой отображается мозаикой красно-белых сидений

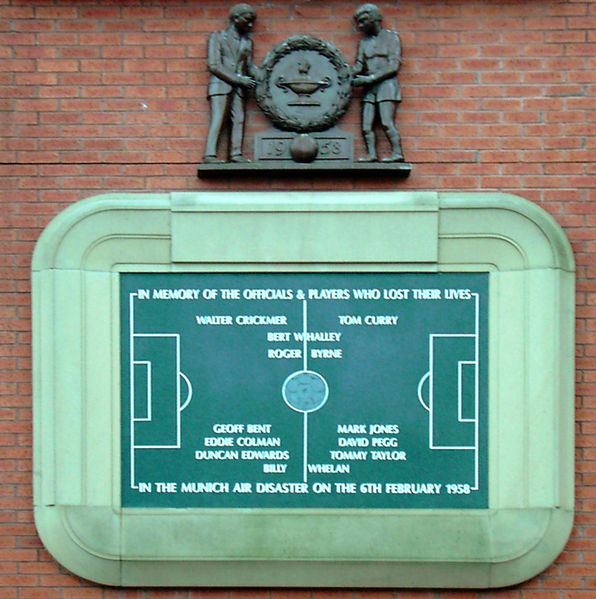
Мемориальная доска на стадионе «Олд Траффорд» в память о мюнхенской авиакатастрофе 1958 года

Возможно, самой известной трибуной «Олд Траффорд» является Западная трибуна, известная также как «Стретфорд Энд». Традиционно на этой трибуне располагаются хардкорные болельщики «Юнайтед», а также самые шумные фанаты. «Стретфорд Энд» традиционно вмещал около 20 000 зрителей и стал последней трибуной, подвергнувшейся реконструкции из полностью стоячей в полностью сидячую трибуну в начале 1990-х годов. Реконструкция «Стретфорд Энд», которой занималась компания Alfred McAlpine, была завершена в июле 1993 года. После постройки второго яруса «Стретфорд Энд» в 2000 году многие фанаты со старой «Трибуны K» перешли туда и начали вывешивать баннеры и флаги у переднего барьера этого яруса. Знаменитый нападающий «Юнайтед» Денис Лоу получил прозвище «Король Стретфорд Энда», а на верхнем ярусе Западной трибуны располагается его статуя.

### Восточная трибуна
Восточная трибуна «Олд Траффорд» стала второй трибуной (после Северной), получившей консольную крышу. Её часто называют «Скорборд Энд» (Scoreboard End), так как именно на ней располагалось табло со счётом матча (англ. scoreboard). Восточная трибуна в настоящее время вмещает около 12 000 зрителей, и в ней располагаются секции как для болельщиков-инвалидов, так и для болельщиков гостевой команды. Секция для инвалидов вмещает более 170 зрителей с бесплатными местами для сопровождающих. «Олд Траффорд» ранее был разделён на секции, которые назывались по порядку буквами алфавита. Хотя каждая секция имела свою букву, наиболее известной остаётся «Трибуна K». Фанаты с «Трибуны K» были известны своей голосовой поддержкой и широким репертуаром кричалок и песен. В данный момент многие из бывших старожилов «Трибуны K» переместились на второй ярус Западной трибуны. Фасад Восточной трибуны покрыт тонированным стеклом, за которым располагается административный центр клуба с офисами Inside United (официального журнала «Манчестер Юнайтед»), официального сайта клуба и другими административными подразделениями. Рекламные изображения обычно располагаются на фасаде Восточной трибуны, чаще всего это реклама продукции Nike, хотя в феврале 2008 года, в месяц пятидесятилетней годовщины трагедии в Мюнхене, там были изображены «малыши Басби». Над мегастором располагается статуя сэра Мэтта Басби, легендарного тренера «Манчестер Юнайтед». В южном конце Восточной трибуны располагается мемориальная доска, посвящённая жертвам Мюнхенской авиакатастрофы, а мюнхенские часы находятся на пересечении Восточной и Южной трибун. 29 мая 2008 года, в честь празднования 40-летнего юбилея победы в Кубке европейских чемпионов состоялась церемония открытия памятника «святой троице»: Джорджу Бесту, Денису Лоу и Бобби Чарльтону. Памятник расположился на дороге им. сэра Мэтта Басби во дворе у Восточной трибуны, прямо напротив статуи Басби.

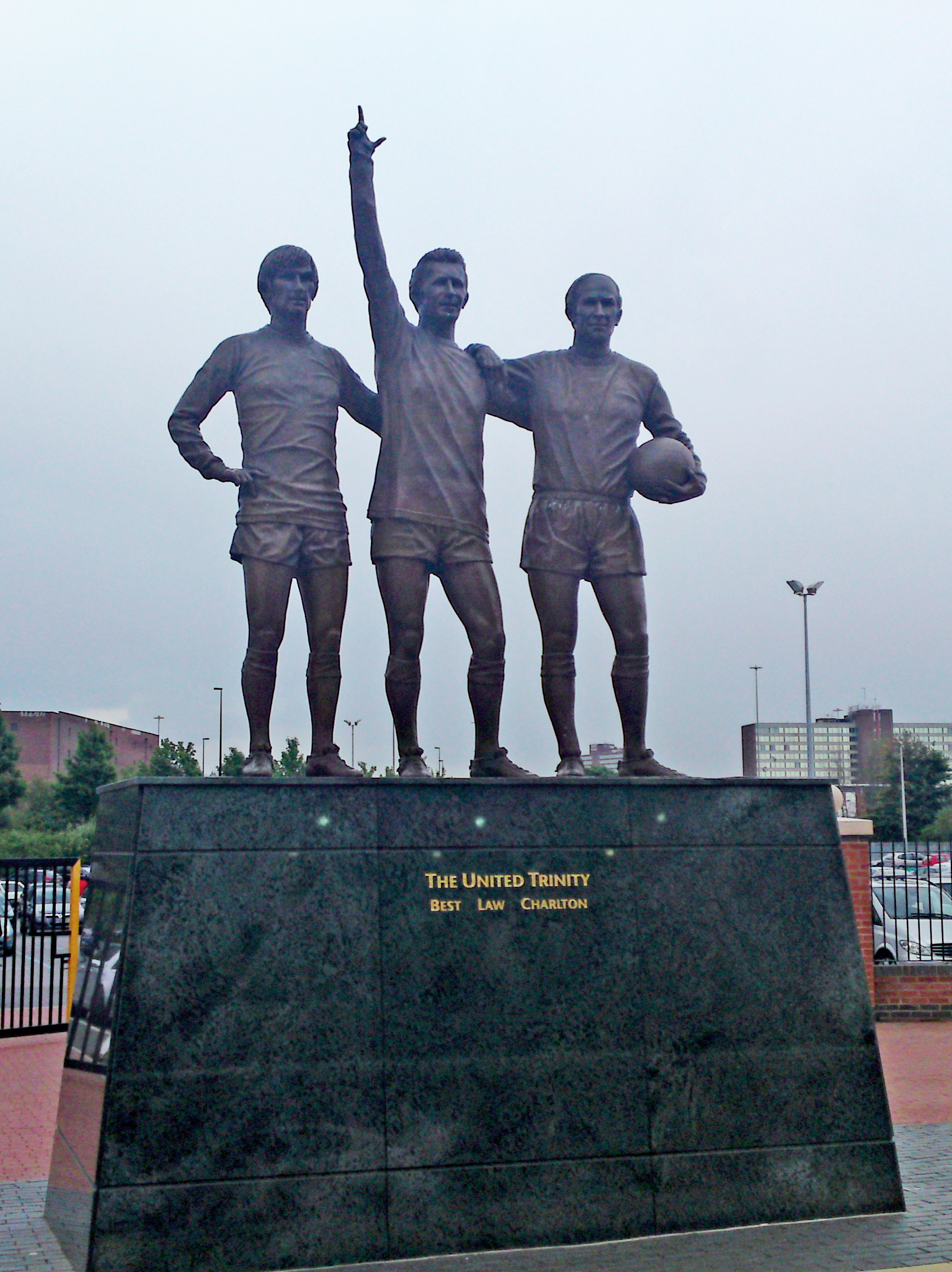
Памятник «святой троице» «Юнайтед»: Бесту, Лоу и Чарльтону у стадиона «Олд Траффорд»

Клубный магазин «Манчестер Юнайтед» (Megastore) с момента своего открытия 5 раз менял место своего расположения. Первоначально магазин был маленькой будкой рядом с железнодорожными путями, которые проходят рядом со стадионом. Затем он размещался в разных частях Южной трибуны, сначала — прямо напротив входа на стадион для болельщиков команды-соперника, потом — в сооружении, которое позднее станет клубным мерчандайзинговым офисом. После резкого скачка популярности клуба в начале 1990-х годов магазин опять переместился, на этот раз во внешний двор у Западной трибуны. Этот переезд совпал с масштабным расширением и преобразованием маленького магазина в «мегастор». Алекс Фергюсон открыл новый мегастор 3 декабря 1994 года. Последние перемещения относятся к концу 1990-х. На Западной трибуне не хватало места для постройки второго яруса, и помещение мегастора пришлось разрушить, а сам магазин был перемещён на временную площадку напротив Восточной трибуны, после чего уже окончательно переехал на постоянное место, заняв помещение площадью 1600 м² на первом этаже расширенной Восточной трибуны в 2000 году. Помещение действующего мегастора в данный момент находится в собственности спонсоров «Манчестер Юнайтед», компании Nike, которые управляют магазином.

### Футбольное поле
Размеры футбольного поля составляют примерно 106 м в длину и 69 м в ширину, плюс несколько метров за линией аута с каждой стороны. Центр поля возвышается примерно на 23 см по сравнению с краями — это сделано для того, чтобы вода свободно стекала с поля. Как и большинство современных полей, под травяным покрытием на глубине 25 см находится система подогрева, состоящая из пластиковых трубок общей длиной 37 км. Главный тренер команды, Алекс Фергюсон, часто выступает с заявлениями о необходимости замены травяного покрытия поля. Наиболее известны его заявления с требованиями замены газона в середине сезона 1998/99 (в котором команда выиграла «требл»). Каждая такая замена газона стоит около 250 000 фунтов. Травяное покрытие «Олд Траффорд» регулярно поливается (в дождливые дни в меньшей степени) и подстригается трижды в неделю с апреля по ноябрь и раз в неделю — с ноября по март.
В середине 1980-х годов, когда футбольный клуб «Манчестер Юнайтед» владел баскетбольным клубом «Манчестер Джайентс» (англ. Manchester Giants), существовали планы постройки внутренней арены для игры в баскетбол вместимостью 9000 человек (сейчас эта площадка является парковкой для автомобилей под номером «E1»). Однако у председателя «Юнайтед» Мартина Эдвардса не хватило финансовых ресурсов для реализации этого проекта, и в результате баскетбольная франшиза была продана.

## Перспективы
По некоторым оценкам, для дальнейшего расширения стадиона — в особенности трибуны имени сэра Бобби Чарльтона (южной трибуны), которая всё ещё состоит лишь из одного яруса — потребуются масштабные затраты, связанные с необходимостью выкупа до 50 домов, расположенных рядом со стадионом, и сложных инженерных и строительных работ в ограниченном пространстве над железнодорожными путями. Потенциальное расширение предполагает строительство как минимум одного дополнительного яруса на трибуне имени сэра Бобби Чарльтона, а также юго-западных и юго-восточных квадрантов для восстановления «эффекта чаши» на стадионе. По текущим оценкам, вместимость стадиона после такой реконструкции может составить около 88 000 мест. Однако из-за вышеперечисленных сложностей она может занять не один сезон и потребовать временного переезда «Манчестер Юнайтед» на другой стадион.
В 2019 году «Юнайтед» инвестировал почти 20 млн фунтов стерлингов в стадион: 11 млн ушло на улучшение доступных объектов, 4 млн — на безопасность и 4 млн — на ремонт мест приема гостей. В феврале 2022 года главный операционный директор «Юнайтед» Коллетт Рош обсудила будущую модернизацию «Олд Траффорд» с форумом болельщиков клуба. Среди вариантов рассматривался снос стадиона со строительством нового стадиона на том же месте, а также полная реконструкция.
11 марта 2025 года клуб объявил о соглашении с архитектурным бюро Foster and Partners по поводу строительства нового стадиона вместимостью 100 тысяч зрителей (рабочее название — «Новый Траффорд»). Стоимость его строительства составит около 2 млрд фунтов.

## Другие варианты использования стадиона

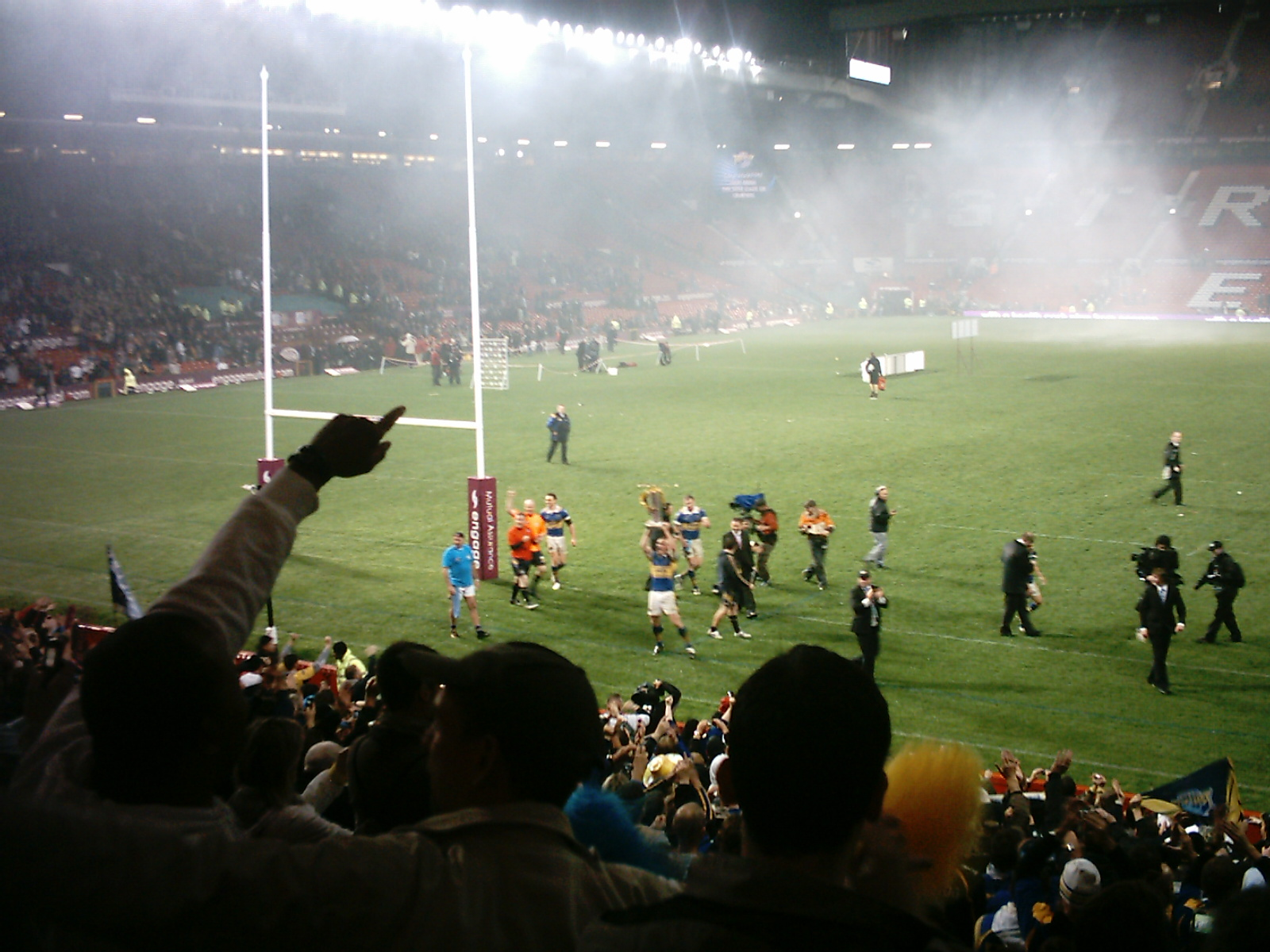
«Лидс Ринос» празднуют свою победу в Большом финале Суперлиги 2008 года над «Сент-Хеленс» на стадионе «Олд Траффорд»

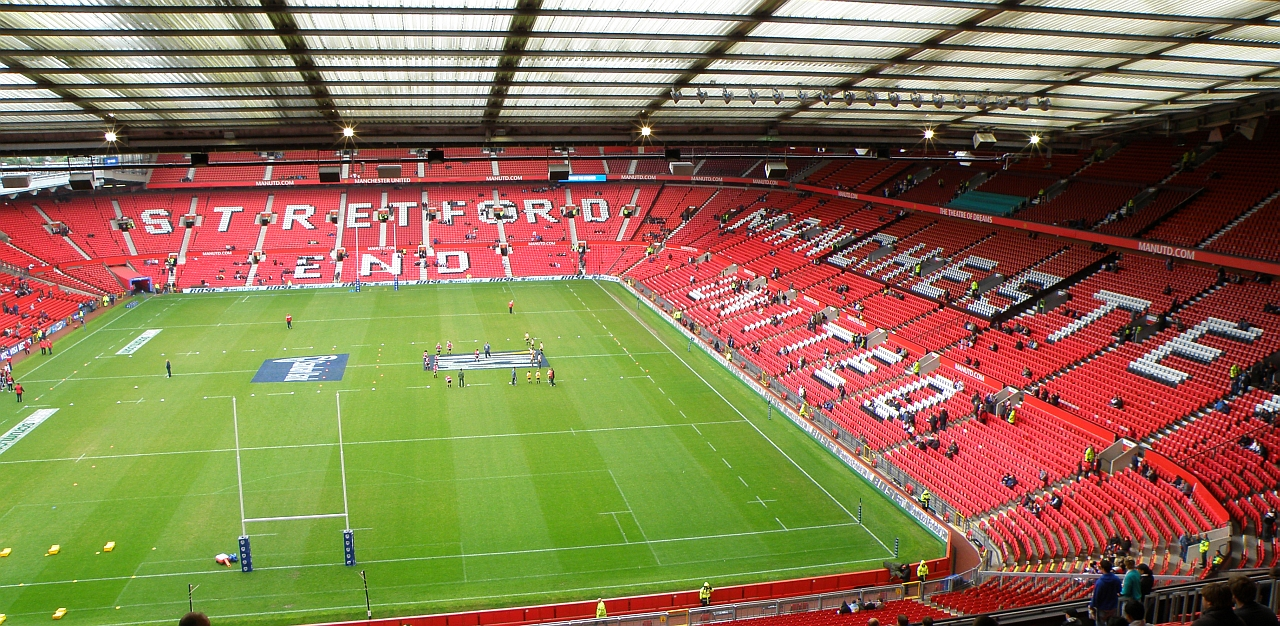
Поле «Олд Траффорд» перед регбийным матчем

«Олд Траффорд» с момента своей постройки также использовался во внефутбольных целях. До строительства футбольного стадиона площадка использовалась для игры в шинти, традиционную игру шотландских горцев. В ходе Первой мировой войны стадион использовался американскими солдатами для игры в бейсбол, а 1981 году на стадионе проходил Кубок «Ламберт энд Батлер» (Lambert & Butler Cup) по крикету.
С 1998 года на «Олд Траффорд» ежегодно проводится Большой финал Суперлиги по регби. Первый регбийный матч на «Олд Траффорд» состоялся в ноябре 1958 года, когда 8000 зрителей наблюдали за противостоянием «Солфорд Сити Редс» и «Лидс Ринос». В 1993 году на стадионе состоялся бой мирового профессионального боксёрского чемпионата в среднетяжёлом весе между Крисом Эубанком и Найджелом Бенном, за которым с трибун наблюдали более 40 000 зрителей.
Кроме использования в спортивных целях, «Олд Траффорд» также был концертной площадкой для ряда известных музыкантов и музыкальных групп, например, для Bon Jovi, Genesis, Брюса Спрингстина, Status Quo, Рода Стюарта и Simply Red. В сентябре 1994 года на стадионе был снят выпуск религиозной программы BBC «Хвалебные песни». «Олд Траффорд» также регулярно используется в частных целях, например, для свадебных церемоний, рождественских вечеринок и деловых конференций.

## Рекорды

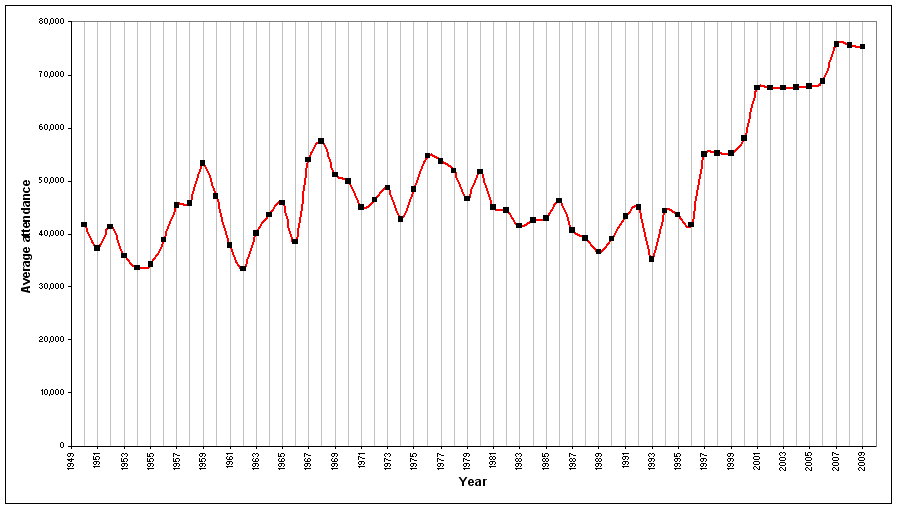
График, демонстрирующий среднюю посещаемость матчей «Манчестер Юнайтед» в период с 1949 по 2008 годы

Текущий рекорд посещаемости «Олд Траффорд» был установлен 25 марта 1939 года в полуфинальном матче Кубка Англии между «Вулверхэмптон Уондерерс» и «Гримсби Таун» и составил 76 962 человек. Однако этот рекорд был установлен до того, как стадион стал полностью сидячим, что позволяло вместить большее количество зрителей. Рекорд посещаемости «Олд Траффорд» в качестве полностью сидячего стадиона был установлен 31 марта 2007 года в матче Премьер-лиги между «Манчестер Юнайтед» и «Блэкберн Роверс» и составил 76 098 человек. Это достижение также является рекордом по посещаемости для матча Премьер-лиги. Рекорд посещаемости «Олд Траффорд» для товарищеского матча составил 73 738 человек и был установлен 1 августа 2007 года в предсезонной игре между «Манчестер Юнайтед» и итальянским клубом «Интернационале». Рекорд по самой низкой посещаемости «Олд Траффорд» в матче чемпионата за послевоенную историю стадиона составил 11 968 зрителей и был установлен 29 апреля 1950 года на матче между «Юнайтед» и «Фулхэмом», который хозяева выиграли со счётом 3:0. Однако 7 мая 1921 года на стадионе прошёл матч между клубами Второго дивизиона «Стокпорт Каунти» и «Лестер Сити», который, по официальным данным, посетили лишь 13 человек. Эта цифра может дезориентировать, так как на стадионе присутствовало более 20 000 зрителей, которые остались посмотреть игру после матча между «Манчестер Юнайтед» и «Дерби Каунти», завершившегося на стадионе чуть раньше.
Самая высокая среднематчевая посещаемость «Олд Траффорд» в сезоне составила 75 826 человек и была установлена в сезоне 2006/07. В следующем сезоне 2007/08 был установлен рекорд по наибольшей совокупной посещаемости стадиона: 2 187 408 зрителей посетили «Олд Траффорд», наблюдая за победным шествием «Юнайтед» в Премьер-лиге, Лиге чемпионов и прогрессом клуба в Кубке Англии. Самая низкая среднематчевая посещаемость «Олд Траффорд» была установлена в сезоне 1930/31 и составила 11 685 человек.

## Транспорт
К Южной трибуне «Олд Траффорд» примыкает железнодорожная станция Manchester United FC Halt. Станция располагается между станциями Deansgate и Trafford Park на южной ветке Ливерпульско-манчестерского пути Северной железной дороги; она открыта только в дни матчей. До стадиона также можно добраться по Олтринемской ветке наземного метро Манчестера (остановка общая для футбольного и крикетного стадионов «Олд Траффорд») — остановка находится в пяти минутах ходьбы от стадиона.
Также до стадиона можно добраться от железнодорожной станции «Манчестер Пиккадилли» на автобусах под номерами 17, 114, 236 и 252—257 включительно. Посетители стадиона, приехавшие на автомобилях, могут припарковаться на любой из парковок стадиона, которые расположены в радиусе 800 м от «Олд Траффорд».

## В культуре
«Олд Траффорд» упоминается в ряде песен, которые исполняют болельщики «Манчестер Юнайтед»:
- Come On You Reds
- I’m a Stretford Ender
- My Old Man
- Roy Keane Is Magic
- Stretford Enders
- The Boys from Old Trafford
- They Came to Old Trafford That October Night
- United Road (Take Me Home)